# フィロセラス亜目
フィロセラス亜目（フィロセラスあもく）は、前期三畳紀から後期白亜紀にかけて生息したアンモナイトの亜目。フィロセラス亜目の殻は一般に滑らかで、大小の臍孔（へそ）があり、縫合線は複雑である。縫合線は葉のような葉状の鞍部があり、小葉は棘のような突出部がある。

## 系統発生
フィロセラス亜目は前期三畳紀に、セラタイト目のデイノケラス科から派生した可能性が最も高い。 デイノケラス科の祖先はウッスリテス科と考えられている。Ussuritidaeは前期三畳紀に生息したもののジュラ紀までに絶滅しており、後期三畳紀のDiscophyllitidaeの起源にもなった。
フィロセラス亜目からはフィロケラス科を通じてLytoceratinaが出現し、このグループから後期ジュラ紀にプシロセラス上科、前期白亜紀にデスモセラス上科が出現した。